# Isabella del Brasile
Isabella Cristina Leopoldina Augusta Micaela Gabriela Rafaela Gonzaga d'Orléans-Braganza (nata Braganza e Borbone-Due Sicilie; Rio de Janeiro, 29 luglio 1846 – Eu, 14 novembre 1921) figlia ed erede dell'imperatore Pietro II del Brasile, fu principessa imperiale del Brasile e reggente dell'Impero brasiliano per tre volte.
Fu soprannominata A Redentora ("La Redentrice") per aver abolito la schiavitù nel suo paese, con la Lei Áurea del 1888.

## Biografia
Isabella nacque alle 18:30 del 29 luglio 1846 nel Palazzo di São Cristóvão a Rio de Janeiro. Era figlia dell'imperatore Pietro II del Brasile della casa di Braganza e dell'imperatrice Teresa Cristina di Borbone-Due Sicilie, a sua volta figlia di Francesco I delle Due Sicilie.
Al momento della nascita, aveva un fratello maggiore di nome Alfonso, erede al trono. Seguirono due altri fratelli: Leopoldina nel 1847 e Pietro nel 1848. La morte di Alfonso nel 1847 portò Isabella alla posizione di erede di Pietro II. Brevemente perdette la posizione con la nascita del principe imperiale Pietro. Dopo la morte di costui nel 1850, Isabella divenne l'erede definitiva al titolo imperiale, prima nella linea di successione. I primi anni di Isabella corrisposero a un periodo di pace e prosperità in Brasile. I suoi genitori le fornirono un'educazione sana e felice. Lei e sua sorella "crebbero in un ambiente stabile e sicuro drammaticamente diverso da quello del padre e delle zie, e lontano anni luce dal caos infanzia di Pietro I."

### Educazione
Isabella cominciò la sua formazione il 1º maggio 1854, quando le fu insegnato a leggere e scrivere da un istitutore, che era apertamente repubblicano.
Per dieci ore al giorno e sei giorni alla settimana, Isabella e le sue sorelle erano in classe. Le materie comprendevano: portoghese, inglese, francese, astronomia, chimica, storia e letteratura del Portogallo, dell'Inghilterra e della Francia, disegno, pianoforte, danza, economia, diritto, geografia, geologia, filosofia e storia dell'arte. Isabella parlava fluentemente francese, inglese e tedesco.

### Matrimonio
Isabella era bassa, aveva gli occhi azzurri e i capelli biondi, era un po' in sovrappeso. Il padre cercava un'unione con la casa reale di Francia, e inizialmente fu preso in considerazione Pietro, duca di Penthièvre, il figlio del principe di Joinville. Pietro, tuttavia, non era interessato. Al contrario, Joinville suggerì i suoi nipoti, Gastone, conte d'Eu e Augusto di Sassonia-Coburgo-Gotha come sposi idonei per le principesse imperiali. I due giovani arrivarono in Brasile; Gastone venne descritto alle principesse come "brutto". Da parte sua, Isabella "cominciò a sentire un grande e tenero amore" per Gastone e lo sposò. Gastone d’Orléans, conte d'Eu, era figlio di Luigi d’Orléans, conte di Nemours, a sua volta figlio di re Luigi Filippo di Francia. Il matrimonio si tenne il 15 ottobre nella Cappella Imperiale di Rio e fu celebrato dall'arcivescovo di Bahia.
Isabella condusse la vita tipica delle donne aristocratiche della sua generazione. Per i primi sei mesi del 1865, lei e suo marito viaggiarono in Europa. Al loro ritorno in Brasile, Gastone fu chiamato al fronte di battaglia della guerra del Paraguay dall'Imperatore, lasciando Isabella sola a Rio.
Dopo la conclusione della guerra nel 1870, Gastone e Isabella compirono un altro viaggio europeo. Nei primi mesi del 1871, erano a Vienna, dove sua sorella Leopoldina cadde gravemente ammalata e morì, lasciando Isabella l'unica figlia superstite della coppia imperiale.

### Reggente

#### Prima reggenza

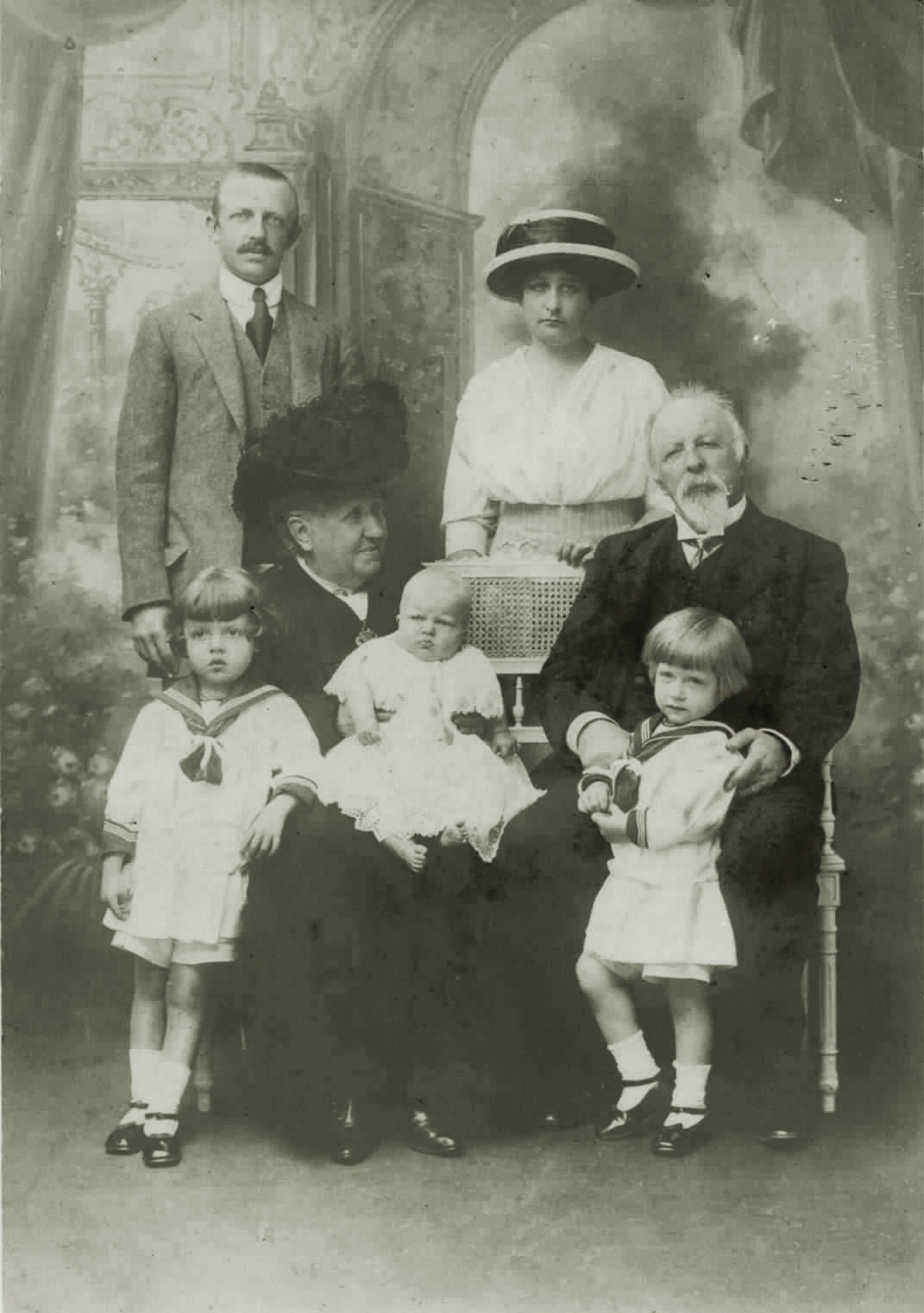
La principessa Isabella e il conte d' Eu con alcuni dei loro nipoti.

Gastone e Isabella tornarono in Brasile il 1º maggio 1871, appena tre settimane prima che l'imperatore e l'imperatrice partissero a loro volta per l'Europa.
Isabella fu nominata reggente con pieni poteri per governare il Brasile in assenza dell'imperatore, anche se Gastone e il ministro José Paranhos, visconte di Rio Branco, tenevano le redini effettive del potere. Dopo l'abolizione della schiavitù negli Stati Uniti, Pietro II si impegnò in un programma graduale di liberazione. Il 27 settembre 1871, con l'imperatore ancora all'estero, Isabella firmò una nuova legge contro la schiavitù, approvata dalla Camera dei Deputati. La legge liberò tutti i bambini nati da schiavi dopo tale data. Al ritorno in Brasile di Pietro II, nel marzo 1872, Isabella fu ancora una volta esclusa dal governo, e riprese la vita privata.
Durante i primi anni del suo matrimonio, Isabella era ansiosa di avere figli, ma la sua prima gravidanza finì con un aborto spontaneo nel mese di ottobre 1872. Preoccupata per la sua apparente incapacità di concepire, nel corso di una visita in Europa nel 1873 consultò un medico specialista e visitò il santuario di Lourdes.
Nel dicembre del 1873, era di nuovo incinta. Nonostante gli appelli di Isabella di rimanere in Europa fin dopo il parto, l'imperatore insistette affinché ritornasse in Brasile in modo che il bambino, che avrebbe potuto ereditare il trono, non nascesse all'estero. Rientrarono a Rio nel giugno 1874. Dopo un travaglio di 50 ore alla fine di luglio, il bambino morì nel ventre della madre. La sua fede cattolica le fornì un po' di conforto, ma la sua associazione con l'ultramontanismo, che sottolineava l'autorità della Chiesa sul governo, attirava le critiche da coloro che pensavano che la Chiesa avrebbe dovuto rinviare alle autorità temporali.
Isabella fu agitata per tutta la terza gravidanza, nel 1875, temendo che sarebbe finita ancora una volta in un fallimento. Un medico e un'ostetrica dalla Francia furono portati in Brasile per assistere al parto, cosa che suscitò la contrarietà dei medici locali, feriti nell'orgoglio. Dopo un travaglio di 13 ore, fu estratto dal ventre materno un bambino, Pietro, con l'aiuto di una pinza. A quanto pare Pietro era leggermente impedito a un braccio.

#### Seconda reggenza
L'Imperatore intraprese un tour importante in Nord America, Europa e Medio Oriente nel marzo 1876, e Isabella fu di nuovo reggente. Le elezioni nel corso dell'anno ripristarono il governo in carica (guidato dal duca di Caxias), ma i brogli e le violenze durante la campagna elettorale danneggiarono sia la sua che la reputazione di Isabella. In aggiunta allo stress, la donna abortì l'11 settembre 1876. Allo stesso tempo, il marito si ammalò di bronchite, a seguito della quale fu praticamente costretto a rimanere a letto per tre settimane. La coppia decise dunque di ritirarsi dalla vita pubblica. Per tutto il 1877 Isabella rimase nelle sue stanze, poiché stava nuovamente attraversando una gravidanza difficile.
Al ritorno di Pietro II in Brasile alla fine di settembre 1877, evitò di parlarne a Isabella, e prese le distanze dalle azioni del governo durante la reggenza dichiarando che durante il suo viaggio non aveva inviato "un telegramma per gli affari del paese" ad alcun ministro o ad Isabella.
Isabella quindi si ritirò nella sua tenuta di Petrópolis, dove diede alla luce un secondo figlio, Luigi, alla fine del gennaio 1878. Tre mesi più tardi, Gastone, Isabella e i loro due figli lasciarono il Brasile per un soggiorno prolungato in Europa, dove Pietro fu in grado di ricevere cure mediche per il suo braccio. Durante il loro soggiorno di tre anni e mezzo, Isabella evitò la politica e non mostrò alcun interesse per gli affari correnti. Nell'agosto 1881 nacque il terzo figlio di Isabella e Gastone, Antonio. Isabella e la sua famiglia tornarono in Brasile nel mese di dicembre 1881.

### L'abolizionismo e laLei Áurea
Isabella firmò, durante la reggenza del 1871, la Legge 2.040, conosciuta come Lei Rio Branco, determinando che tutti i figli di schiavi nati da allora in poi, sarebbero stati liberi a partire dai 21 anni.
Durante la terza reggenza, per un viaggio all'estero dell'imperatore, firmò, il 13 maggio 1888, la Lei Áurea che sancì l'abolizione definitiva della schiavitù in Brasile. Un gesto che le valse la Rosa d'Oro da parte di papa Leone XIII e che fu forse la causa della fine della dinastia per la forte opposizione a tale atto da parte dei cosiddetti "baroni del caffè", ovvero le grandi famiglie di latifondisti che detenevano il monopolio del caffè e di altre produzioni agricole e che basavano la loro ricchezza sull'impiego di schiavi come manodopera, i quali considerarono l'abolizione un tradimento nei loro confronti e un grave danno ai loro interessi economici, e furono tra i principali fomentatori dell'abbattimento della monarchia.

### Esilio e morte
Con la caduta della monarchia nel novembre 1889, Isabella partì con la famiglia per l'esilio in Francia dove rimase fino alla morte nel 1921, risiedendo nel castello di Eu, di proprietà del marito. Dei tre figli le era sopravvissuto solo il primogenito.
Sepolta nel pantheon degli Orléans a Dreux insieme a Gastone, vi rimase fino a quando il Brasile non ne richiese i resti per seppellirla nella città d'origine. Le spoglie giunsero a Rio de Janeiro nel 1953, e vennero qui conservate fino al 1971, quando, infine, trovarono la sepoltura definitiva nel mausoleo della famiglia imperiale brasiliana, la cattedrale di Petrópolis, città che ne era stata in passato la residenza estiva.
Figura amatissima dalla popolazione brasiliana, per il decreto di abolizione della schiavitù le sono stati dedicati in tutto il paese strade e monumenti celebrativi: il più famoso a Rio de Janeiro, sulla spiaggia di Copacabana, alla fine della strada a lei dedicata, Avenida Princesa Isabel. Inoltre negli anni 60 del XX secolo nella banconota da 50 Cruzeiros del Brasile vi era sul fronte il suo ritratto e sul retro una figura allegorica che rappresentava la Lei Áurea che abolì la schiavitù.

## Discendenza
Gastone d'Orleans e Isabella ebbero tre figli e una figlia:
- Luisa Vittoria d'Orléans-Braganza (1874). Nata morta.
- Pietro d'Orléans-Braganza (1875-1940). Con discendenza.
- Luigi Maria Filippo d'Orléans-Braganza (1878-1920). Con discendenza.
- Antonio Gastone d'Orléans-Braganza (1881-1918). Senza discendenza.

## Ascendenza
|                                   |                                |                                       | Genitori                        |  |  | Nonni |  |  | Bisnonni                   |  |  | Trisnonni                 |  |
|                                   |                                |                                       |                                 |  |  |       |  |  | Giovanni VI del Portogallo |  |  | Pietro III del Portogallo |  |
|                                   |                                |                                       |                                 |  |  |       |  |  | Giovanni VI del Portogallo |  |  | Pietro III del Portogallo |  |
|                                   |                                | Maria I del Portogallo                |                                 |  |  |       |  |  | Giovanni VI del Portogallo |  |  |                           |  |
| Pietro IV del Portogallo          |                                |                                       |                                 |  |  |       |  |  | Giovanni VI del Portogallo |  |  |                           |  |
|                                   |                                | Carlotta Gioacchina di Borbone-Spagna | Carlo IV di Spagna              |  |  |       |  |  |                            |  |  |                           |  |
|                                   |                                | Carlotta Gioacchina di Borbone-Spagna | Carlo IV di Spagna              |  |  |       |  |  |                            |  |  |                           |  |
|                                   |                                | Carlotta Gioacchina di Borbone-Spagna | Maria Luisa di Borbone-Parma    |  |  |       |  |  |                            |  |  |                           |  |
| Pietro II del Brasile             |                                | Carlotta Gioacchina di Borbone-Spagna |                                 |  |  |       |  |  |                            |  |  |                           |  |
|                                   |                                | Francesco II d'Asburgo-Lorena         | Leopoldo II d'Asburgo-Lorena    |  |  |       |  |  |                            |  |  |                           |  |
|                                   |                                | Francesco II d'Asburgo-Lorena         | Leopoldo II d'Asburgo-Lorena    |  |  |       |  |  |                            |  |  |                           |  |
|                                   |                                | Francesco II d'Asburgo-Lorena         | Maria Luisa di Borbone-Spagna   |  |  |       |  |  |                            |  |  |                           |  |
| Maria Leopoldina d'Asburgo-Lorena |                                | Francesco II d'Asburgo-Lorena         |                                 |  |  |       |  |  |                            |  |  |                           |  |
|                                   |                                | Maria Teresa di Borbone-Napoli        | Ferdinando I delle Due Sicilie  |  |  |       |  |  |                            |  |  |                           |  |
|                                   |                                | Maria Teresa di Borbone-Napoli        | Ferdinando I delle Due Sicilie  |  |  |       |  |  |                            |  |  |                           |  |
|                                   |                                | Maria Teresa di Borbone-Napoli        | Maria Carolina d'Asburgo-Lorena |  |  |       |  |  |                            |  |  |                           |  |
| Isabella del Brasile              |                                | Maria Teresa di Borbone-Napoli        |                                 |  |  |       |  |  |                            |  |  |                           |  |
|                                   | Ferdinando I delle Due Sicilie | Carlo III di Spagna                   |                                 |  |  |       |  |  |                            |  |  |                           |  |
|                                   | Ferdinando I delle Due Sicilie | Carlo III di Spagna                   |                                 |  |  |       |  |  |                            |  |  |                           |  |
|                                   | Ferdinando I delle Due Sicilie | Maria Amalia di Sassonia              |                                 |  |  |       |  |  |                            |  |  |                           |  |
| Francesco I delle Due Sicilie     | Ferdinando I delle Due Sicilie |                                       |                                 |  |  |       |  |  |                            |  |  |                           |  |
|                                   |                                | Maria Carolina d'Asburgo-Lorena       | Francesco I di Lorena           |  |  |       |  |  |                            |  |  |                           |  |
|                                   |                                | Maria Carolina d'Asburgo-Lorena       | Francesco I di Lorena           |  |  |       |  |  |                            |  |  |                           |  |
|                                   |                                | Maria Carolina d'Asburgo-Lorena       | Maria Teresa d'Austria          |  |  |       |  |  |                            |  |  |                           |  |
| Teresa di Borbone-Due Sicilie     |                                | Maria Carolina d'Asburgo-Lorena       |                                 |  |  |       |  |  |                            |  |  |                           |  |
|                                   |                                | Carlo IV di Spagna                    | Carlo III di Spagna             |  |  |       |  |  |                            |  |  |                           |  |
|                                   |                                | Carlo IV di Spagna                    | Carlo III di Spagna             |  |  |       |  |  |                            |  |  |                           |  |
|                                   |                                | Carlo IV di Spagna                    | Maria Amalia di Sassonia        |  |  |       |  |  |                            |  |  |                           |  |
| Maria Isabella di Borbone-Spagna  |                                | Carlo IV di Spagna                    |                                 |  |  |       |  |  |                            |  |  |                           |  |
|                                   |                                | Maria Luisa di Borbone-Parma          | Filippo I di Parma              |  |  |       |  |  |                            |  |  |                           |  |
|                                   |                                | Maria Luisa di Borbone-Parma          | Filippo I di Parma              |  |  |       |  |  |                            |  |  |                           |  |
|                                   |                                | Maria Luisa di Borbone-Parma          | Elisabetta di Borbone-Francia   |  |  |       |  |  |                            |  |  |                           |  |
|                                   |                                | Maria Luisa di Borbone-Parma          |                                 |  |  |       |  |  |                            |  |  |                           |  |

## L'istanza di beatificazione
Nel 2011 è stato avviato il processo di beatificazione della Principessa, ottenuto per interessamento dei monarchici brasiliani e di altri gruppi interessati ad approfondire la sua figura spirituale. Tale processo è in fase iniziale e sta raccogliendo tutte le possibili prove storiche dell'esercizio in grado eroico delle virtù cristiane.

## Nella cultura di massa
- L'attrice Giulia Gayoso dà volto a Isabella nella telenovela brasiliana Nos Tempos do Imperador, incentrata su Pietro II.